# Culicoides crepuscularis
Culicoides crepuscularis är en tvåvingeart som beskrevs av Malloch 1915. Culicoides crepuscularis ingår i släktet Culicoides och familjen svidknott. Inga underarter finns listade i Catalogue of Life.